# Novake, Poljčane
Novake so naselje v Občini Poljčane.